# Centre Mèdic Baruch Padeh
El Centre Mèdic Baruch Padeh, (en hebreu: בית חולים ברוך פדה) (transliterat: Beit Holim Baruch Padeh) anteriorment conegut com el Centre Mèdic Poriya, es un centre mèdic que es troba en la regió de Galilea, a Israel. El centre va ser establert en 1955, i va reemplaçar a l'hospital Schweitzer i a l'hospital de l'Església Escocesa a Tiberíades.

## Història
El març de 2005, l'hospital va ser anomenat Centre Mèdic Baruch Padeh. El setè Director General del Ministeri de Salut d'Israel també va ser un dels directors generals de l'hospital. Després d'una dècada, l'hospital va passar de ser un petit hospital local, a esdevenir un centre mèdic amb 318 llits situat a l'est de Galilea, en el nord d'Israel.

## Departaments
Actualment, el centre mèdic ofereix serveis en gairebé tots els camps mèdics: sales per a pacients internats, serveis ambulatoris, sales d'operacions, un institut de cateterisme cardíac, un departament de medicina d'emergència, un institut de imatge mèdica, laboratoris clínics i recerca. El departament de maternitat té més de 3.300 naixements a l'any.

## Àrea d'actuació
El centre serveix a una regió d'aproximadament 120.000 habitants de Tiberíades, els Alts del Golan, la Vall del Jordà, Galilea, i a pobles, llogarets, quibuts i assentaments dels voltants de la regió. La població diversa inclou a: jueus, musulmans, cristians, drusos i circassians. Les hospitalitzacions anuals són 24.000, amb 67.000 derivacions al departament d'emergència, i 91.000 derivacions a les clíniques ambulatòries i als serveis ambulatoris.

## Població
La població atesa pel centre mèdic també inclou a soldats de les Forces de Defensa d'Israel estacionats a la regió, a les forces de l'ONU estacionades en els Alts del Golan i en el sud del Líban, la seu de les quals es troba a Tiberíades, i a més inclou a 80.000 turistes (nacionals i estrangers), que visiten el Mar de Galilea, diversos llocs sagrats i centres turístics, particularment durant l'estiu. El centre mèdic té 318 llits d'hospital per a pacients, 12 llits per a pacients ambulatoris, 9 estacions de diàlisi, i 31 bressols per a nounats. L'hospital ofereix gairebé totes les branques de serveis mèdics, excepte la cirurgia toràcica i la neurocirurgia. En el camp de la cirurgia oral i maxil·lofacial i maxil·lofacial, el centre serveix com hospital regional.

## Personal del centre
El centre mèdic té un miler d'empleats que inclouen: metges, infermeres, paramèdics, personal administratiu, i personal especialitzat amb un origen ètnic divers, similar al dels pacients. El centre mèdic dona feina a més de 900 persones, inclosos metges, empleats auxiliars, empleats paramèdics, personal administratiu, i personal de neteja. El personal inclou membres de totes les religions i grups ètnics que viuen a la regió. Les bones relacions han estat mantingudes pels empleats durant molts anys. El centre es troba actualment en procés de construir un nou departament de medicina d'emergència, un refugi subterrani d'hospitalització, i un nou departament de maternitat, que inclourà sales de parts, sales de maternitat, serveis de fecundació in vitro, clíniques d'embaràs d'alt risc i més departaments. El centre està afiliat amb la Facultat de Medicina de la Universitat Bar-Ilan, i amb l'Escola de Medicina de Galilea.

### Renovació
Actualment, el centre mèdic està en un període de desenvolupament, després de la renovació de les seves sales internes i de cardiologia, l'establiment d'un cateterisme i una sala de nounats prematurs. En 2011, el centre va obrir un nou departament de medicina d'emergència. En 2012, es va reformar el departament de maternitat de l'hospital. El departament renovat inclou sales de parts, una sala de maternitat, una unitat de fecundació in vitro, i una unitat d'embaràs. L'hospital realitza una àmplia i variada gamma d'activitats acadèmiques i de recerca. El centre està afiliat amb la Facultat de Medicina de Galilea, educant i liderant als estudiants, promovent la recerca en medicina clínica i en recerca bàsica.